# Kvarndammen (Finnerödja socken, Västergötland)
Kvarndammen är en sjö i Laxå kommun i Västergötland och ingår i Göta älvs huvudavrinningsområde.